# Alexandrina Magheru
Alexandrina Magheru (n. 17/29 martie 1825, Bârzeni - d. 20 februarie/4 martie 1877, Craiova) a fost o traducătoare și o filantroapă română.

## Date biografice
A fost fiica lui Gheorghe Magheru (1802-1880) și a Ancuței Pleșoianu (1805-1837). A participat la revoluția din 1848 din Țara Românească. A cusut steagul tricolor privizoriu de la Craiova și a împărțit cocarde lucrate de ea. După înăbușirea revoluției pleacă în exil alături de tatăl ei. Revine în țară în 1857 și se căsătorește cu Dimitrie Haralamb, un mare boier craiovean al acelor vremuri. După căsătorie începe să se ocupe de acte de caritate. În 1870 trimite la Putna drapelul care fusese la mormântul lui Ștefan cel Mare. 
Publică un volum de traduceri (1844) din Jean-François Marmontel care atrage admirația lui Ion Heliade Rădulescu. 